# غريغ مونتجومري
غريغ مونتجومري (بالإنجليزية: Greg Montgomery)‏ هو لاعب كرة قدم أمريكية أمريكي، ولد في 29 أكتوبر 1964 في موريستاون في الولايات المتحدة.

## وصلات خارجية
- غريغ مونتجومري على موقع مرجع كرة القدم المحترفة.كوم (الإنجليزية)
- غريغ مونتجومري على موقع IMDb (الإنجليزية)